# نخستین نبرد گوگوریو–بویو
نبرد سال ۶ میلادی، نبردی میان پادشاهی بویو و امپراتوری گوگوریو بود که با تهاجم پادشاه تسو از بویو آغاز گردید.

## شرح نبرد
اولین درگیری نظامی ثبت شده بین بویو و گوگوریو در سال ۶ میلادی رخ داد. این نبرد در قلمرو گوگوریو اتفاق افتاد، هرچند جزئیات جغرافیایی دقیق‌تری در منابع موجود برای این درگیری خاص ارائه نشده است.
نیروهای مهاجم بویو توسط پادشاه تسو رهبری می‌شدند.تسو، به‌عنوان پسر ارشد پادشاه گوموا، رقابت شخصی دیرینه‌ای با جومونگ داشت که اکنون به یک درگیری در سطح دولتی تبدیل شده بود. در مقابل، نیروهای مدافع گوگوریو تحت فرماندهی دومین پادشاه خود، پادشاه یوری، قرار داشتند. پادشاه یوری، پسر ارشد جومونگ بود که از بویو به گوگوریو آمده بود تا جانشین پدرش در تخت سلطنت شود.
بویو با ارتشی قدرتمند متشکل از حدود ۵۰,۰۰۰ سرباز حمله کرد.ارتش بویو متحمل تلفات قابل توجهی شد که عمدتاً به دلیل سرمای شدید و شرایط یخبندان بود.آمار دقیق تلفات به صراحت ذکر نشده است، اما توصیف نشان می‌دهد که تلفات غیررزمی قابل توجهی وجود داشته که به شدت مانع از تهاجم شده است. برای گوگوریو، هیچ آمار تلفات خاصی ذکر نشده است. با توجه به نتیجه نبرد، می‌توان استنباط کرد که تلفات آن‌ها کمتر از تلفات ارتش مهاجم بویو بوده است.   
نیروهای بویو به دلیل اثرات ناتوان‌کننده شرایط آب و هوایی شدید و تلفات سنگین غیررزمی مجبور به عقب‌نشینی از قلمرو گوگوریو شدند. این امر منجر به دفاع موفقیت‌آمیز گوگوریو شد، زیرا تهاجم بدون رویارویی نظامی قاطع از سوی گوگوریو دفع گردید. عوامل محیطی نقش حیاتی در تضمین قلمرو گوگوریو ایفا کردند.  
نبرد برای گوگوریو از نظر نبرد مستقیم نبود، اما قدرت دفاعی اساسی و تحکیم دستگاه دولتی آن را تحت فرمان پادشاه یوری نشان می‌دهد. دفع یک ارتش ۵۰,۰۰۰ نفری، حتی با کمک قابل توجه آب و هوا، مستلزم درجه‌ای از سازماندهی نظامی، استحکامات مؤثر، و یک تصمیم استراتژیک برای اجازه دادن به محیط برای تضعیف دشمن بود. این موفقیت اولیه در دفاع، اعتماد به نفس و مشروعیت گوگوریو را به طور قابل توجهی تقویت کرد و زمینه را برای گسترش تهاجمی بعدی و در نهایت سلطه آن بر بویو فراهم کرد.

## پس از نبرد
پادشاه تسو تلاش کرد تا در امور داخلی گوگوریو دخالت کند تا بدین وسیله مقدمات فروپاشی و نابودی آن را رقم بزند.